# تعلم تعاضدي
التعلم التعاضدي هو الحالية التي يقوم فيها شخصان أو أكثر بمحاولة تعلم شيء ما سوية. وبشكل أكثر تحديداً، يقوم التعلم التعاوني على أن المعرفة يمكن أن تنشأ داخل مجموعة يتفاعل أعضاؤها بشكل فعّال من خلال مشاركة خبراتهم وأخذهم لأدوار غير متناظرة. وعلى عكس التعلم الانفرادي فإن الأشخاص المعنيون في التعلم التعاوني يستفيدون من الاعتماد على قدرات وملكات الآخرين (فيطرحون أسئلة على بعضهم البعض ويقيمون الإجابات, ويلاحظون تقدم كل فرد فيهم في العمل وغيرها.بخلاف التعلّم الانفراديّ، يستفيد الأفراد المشاركون في التعلّم التعاضديّ من الاعتماد على قدرات ومهارات بعضهم بعضًا، من خلال طرح الأسئلة، تقييم الإجابات، متابعة تقدّم كلّ فرد، وغيرها من أساليب الدعم المتبادل. وتُعدّ مجموعة التعلّم الإطار الّذي يجمع هؤلاء الأفراد، إذ تتكوّن من أشخاص يجتمعون لغرض التعلّم والتطوير المشترك. قد تكون هذه المجموعات رسميّة، ضمن مؤسّسة تعليميّة، أو غير رسميّة، في سياقات مجتمعيّة متنوّعة، وتهدف إلى تبادل المعرفة، والمناقشة، والبحث عن حلول للمشكلات، بالإضافة إلى تعزيز التطوير الذاتيّ والمهنيّ لأعضائها.

## خصائص مجموعات التعلّم التعاضديّ
تتميّز مجموعات التعلّم بعدّة ميزات رئيسة:
الهدف المشترك: كلّ مجموعة تعليميّة لديها هدف، أو رؤيا مشتركة، والّتي تشكّل الأساس لأنشطتها. يمكن أن يكون الهدف اكتساب المعرفة، أو حلّ المشكلات، أو تطوير المهارات الشخصيّة والجماعيّة.
التعاون: يعتمد التعلّم الجماعيّ على التعاون، حيث يشارك جميع أعضاء المجموعة في عمليّة التعلّم. ويتجلّى هذا التعاون في المناقشات وتبادل الأفكار وردود الفعل.
بناء المعرفة: تعتمد عمليّة التعلّم على الحوار المفتوح، حيث يعمّق أعضاء المجموعة فهمهم، من خلال تبادل الآراء، وربط الأفكار، وتحليل المعلومات.
الثقة والدعم المتبادل: تعمل المجموعة على خلق بيئة آمنة، حيث يشعر أعضاؤها بالراحة في التعبير عن آرائهم، وطرح الأسئلة ومشاركة الخبرات. الثقة المتبادلة تمكّن من إجراء مناقشة صادقة ومعمّقة.
التأمّل: تشجّع مجموعات التعلّم أعضاءها على التأمّل في عمليّة التعلّم، وفهم أنماط تفكيرهم، وتحسين عمليّات التعلّم الجماعيّة والفرديّة.
التنوّع: إنّ تكوين المجموعة متنوّع، في أغلب الأحيان، ممّا يسمح بوجود وجهات نظر مختلفة، ويساهم في الإثراء المتبادل.
الترابط المتبادل: يعتمد نجاح المجموعة- إلى حدّ كبير- على المساهمة الشخصيّة لكلّ عضو، ولكن أيضًا على التعاون الشامل والالتزام بأهداف المجموعة.                                                                                            

## تاريخ التعلّم التعاضديّ
مجموعات التعلّم لها أصول في التاريخ الإسلاميّ. في المساجد، كانت تنظّم حلقات العلم للتعليم وتفقيه المسلمين. كان العلماء يقومون بتقديم الشروحات والدروس للطلبة، والمتعلّمين المهتمّين بالمعرفة الدينيّة والعلوم الأخرى. هذه الحلقات كانت توفّر منصة مفتوحة للنقاش والمناظرات. (4 5)
يُعتبر التعلّم التعاضديّ- أو التعاونيّ- أحد الأساليب التعليميّة، الّتي تعتمد على تفاعل شخصين أو أكثر، بهدف تعلّم موضوع معيّن معًا. في هذا النوع من التعلّم، لا تقتصر المعرفة على الجهد الفرديّ، بل تنشأ من خلال التعاون وتبادل الخبرات داخل المجموعة. يتوزّع الأفراد أدوارًا مختلفة فيما بينهم، ممّا يخلق بيئة تعليميّة نشطة، وغير متساوية في الأدوار، لكنّها غنيّة بالتعلّم المتبادل. 
على عكس التعلّم الفرديّ، يعتمد المشاركون- هنا- على مهارات بعضهم بعضًا، فيطرحون الأسئلة، يناقشون الإجابات، ويتابعون تقدّم زملائهم بشكل مستمرّ. 
وتتشكّل مجموعات التعلّم- عادةً- من أفراد يجتمعون من أجل تحقيق أهداف تعليميّة أو تطويريّة مشتركة. هذه المجموعات قد تكون جزءًا من مؤسّسة تعليميّة رسميّة، أو تتكوّن بشكل غير رسميّ في المجتمع. بشكل عامّ، تسعى مجموعات التعلّم إلى تبادل المعرفة، النقاش، حلّ المشكلات، وتعزيز النموّ الشخصيّ والمهنيّ لأعضائها.

## مواصفات التعلّم التعاضديّ
تتميّز مجموعات التعلّم بمجموعة من الخصائص الّتي تجعلها فعّالة في تحقيق أهدافها. أوّلًا، يكون لديها عدد محدّد من الأعضاء، لضمان مشاركة فعّالة من الجميع، وتعزيز التفاعل الشخصيّ. هذه المجموعات تركّز على التفاعل الإيجابيّ، والمناقشات البنّاءة، حيث يساهم كلّ فرد في إثراء المعرفة الجماعيّة. 
تتميّز هذه المجموعات- أيضًا- بالهدف المشترك، حيث يعمل أعضاؤها لتحقيق أهداف تعليميّة محدّدة. يتمّ ذلك من خلال تصميم أنشطة تعليميّة تفاعليّة، تتطلّب تعاون الأعضاء لحلّ المشكلات، أو إدراك المفاهيم بعمق. بالإضافة إلى ذلك، يتمّ تعزيز التعلّم، من خلال تبادل الأفكار والخبرات بين الأعضاء، ممّا يخلق بيئة تعليميّة ديناميكيّة وداعمة.
الثقة والاحترام المتبادل هما أساس نجاح مجموعات التعلّم. توفّر هذه البيئة الداعمة مجالًا للتعلّم الآمن، حيث يمكن للأعضاء التعبير عن آرائهم، ومشاركة مخاوفهم دون خوف من النقد السلبيّ. كما إنّ وجود قائد أو مُيسِّر للمجموعة، يساعد في الحفاظ على النظام، وضمان تحقيق الأهداف المرجوّة.
من المواصفات الأخرى لمجموعات التعلّم، المرونة في التنظيم، والجدول الزمنيّ المطلوب لتلبية احتياجات الأعضاء. كما تتيح هذه المجموعات فرصًا لتطوير مهارات شخصيّة، مثل العمل الجماعيّ، التفكير النقديّ والقيادة. علاوة على ذلك، يمكن أن تكون هذه المجموعات، وسيلة للتعلّم المستدام، من خلال تكييفها مع تغييرات احتياجات الأعضاء والموضوعات. 

## التحدّيات في التعلّم التعاضديّ
قد يكون من الصعب الحفاظ على توازن المساهمة بين الأعضاء. بالإضافة إلى ذلك، قد تكون هناك اختلافات في مستوى المعرفة والمهارات، ممّا يخلق تحدّيات في التفاهم والتفاعل.  
هناك انتقادات ومعضلات تحيط باستخدام هذا النموذج. ومن الصعوبات الرئيسة خلق التوازن بين التعاون والاستقلال الشخصيّ. في بعض الأحيان، قد يشعر بعض أعضاء المجموعة أنهم يحملون عبئًا أكبر، بينما يميل آخرون إلى "حمل" الأعباء على عاتق الآخرين. 
بالإضافة إلى ذلك، هناك تحدّيات تتعلّق بإدارة ديناميكيّات المجموعة. على سبيل المثال، قد يؤدّي الاختلاف في مستويات المعرفة، والمهارة بين الأعضاء، إلى الإحباط أو عدم التوازن. بالإضافة إلى ذلك، في بعض الأحيان، قد تؤدّي ضغوط المجموعة إلى قمع الآراء الفريدة، وتؤدّي إلى التوافق بدلًا من الابتكار.  
تلتفّ مجموعة التعلّم حول موضوع معيّن، أو هدف مشترك، مثل تطوير المهارات المهنيّة، حلّ المشكلات، أو استكشاف مواضيع جديدة. وتتجمّع مجموعات التعلّم حول مجموعات واسعة من المواضيع والأهداف. يمكن أن تكون هذه مواضيع أكاديميّة، مثل تعلّم الرياضيّات أو اللّغات، ولكنّها قد تكون- أيضًا- مواضيع مهنيّة أو اجتماعيّة أو فلسفيّة. في بعض الأحيان، تلتفّ مجموعة التعلّم، حول احتياج أو تحدٍّ محدّد، مثل حلّ المشكلات التنظيميّة، أو حول مجال اهتمام مشترك، مثل الفنّ أو الاستدامة.

## دور الميسّر في مجموعة التعلّم التعاضديّ
الميسّر عنصر محوريّ، حيث يضمن تنظيم الأنشطة، وتوجيه النقاشات بشكل فعّال. يُعتبر دور الميسّر أساسيًّا لنجاح مجموعة التعلّم. تقع على عاتقه  مسؤوليّة خلق بيئة داعمة ومُمكّنة، مع الحفاظ على ديناميكيّات المجموعة؛ يساعد في تحديد أهداف المجموعة، ويوجّه المناقشات، ويشجّع المشاركة الفعّالة من قبل جميع الأعضاء. ويوفّر الميسّر أيضًا الأدوات والدعم للتعلّم التأمّليّ، والموجّه نحو العمليّة والموضوعيّة.

## المهارات المطلوبة
لكي تعمل المجموعة كمجموعة تعلّم، هناك حاجة إلى العديد من المهارات الأساس: القدرة على الاستماع، والتعبير عن الآراء باحترام، والانفتاح على الأفكار الجديدة، ومهارات حلّ المشكلات، والرغبة في التعاون. بالاضافة إلى الثقة، التفكير النقديّ، القدرة على العمل ضمن فريق، والاستعداد للتعلّم المستمرّ. ومن المهمّ أيضًا تطوير القدرة على التفكير، والتعامل مع تحدّيات المجموعة.